# 小五台山

小五台山的西台山

小五臺山，古稱倒刺山。位于中国华北平原西北部，河北省张家口市境内，位于蔚县、涿鹿县交界处。是冀北山地的组成部分。因有五座山峰突起，为与山西省境内的佛教名山五臺山相区别，取名小五臺山。因其位于五台山以东，又名东五台。属军都山支脉，灵山向西突出部分。东西长约40千米，南北宽45千米，平均海拔2000米以上，主峰東臺最高，达2882米，为河北省最高峰。在佛教昌盛时期，也曾一度为佛教圣山。
小五台山国家级自然保护区大部分地区并不位于小五台山，而是在小五台山以东，灵山以南的涿鹿南山境内。
小五台山林场，析张家窑乡（今柏树乡）、常宁乡建立，1983年11月改为小五台山保护区金河口管理区，场部驻蔚县柏树乡柏树村；金河口景区，包含保护区部分土地及其以西部分非保护土地，驻蔚县常宁乡西金河口村。除南台位于柏树乡外其余四台均位于金河口管理区内，五台均位于金河口景区内。